# Manual para residentes
Manual para residentes (en hangul, 언젠가는 슬기로울 전공의생활; romanización revisada, Eonjenganeun seulgiroul jeongong-uisaenghwal; literalmente, «Un día viviré la vida de un residente sabio») es una serie de televisión suroreana creada por Shin Won-ho y Lee Woo-jung, escrita por Kim Song-hee, dirigida por Lee Min-soo, y protagonizada por Ko Yoon-jung, Shin Si-ah, Han Ye-ji, Kang Yoo-seok y Jung Joon-won. Es una serie derivada de Pasillos de hospital. Se emitió en el canal tvN desde el 12 de abril hasta el 18 de mayo de 2025, en horario de sábados y domingos a las 21:10 (hora local coreana). También está disponible en las plataformas TVING, en Corea del Sur, y Netflix, en ámbito internacional.

## Sinopsis
Un grupo de jóvenes médicos residentes de obstetricia y ginecología que trabaja en la sucursal Jongno del  hospital Yulje tiene que lidiar con la vida hospitalaria, las amistades turbulentas y los problemas del trabajo en el impopular departamento al que están asignados.

## Reparto

### Principal
Los cuatro residentes de primer año de obstetricia y ginecología y su responsable:
- Ko Yoon-jung como Oh Yi-young.[1][2]
- Shin Si-ah como Pyo Nam-kyung, una llamativa doctora novata muy atenta a la moda y al maquillaje, y camina por el vestíbulo del hospital todas las mañanas como si fuera una pasarela. Pero la realidad del trabajo de residente es muy distinta de lo que había soñado.[3][4]
- Han Ye-ji como Kim Sa-bi, que siempre ha sido la estudiante número uno no solo en la facultad sino también en los exámenes nacionales.[5][6]
- Kang Yoo-seok como Uhm Jae-il. Antes de ser residente fue miembro de un grupo de ídolos que tuvo una sola canción de éxito.[7][8][9]
- Jung Joon-won como Koo Do-won, residente de cuarto año en el departamento de obstetricia y ginecología. Sólido y determinado, aparece en los momentos difíciles y desaparece cuando todo está resuelto. Por eso lo buscan todos en el hospital, profesores e internos.[10][11]

### Secundario
- Lee Bong-ryun como Seo Jung-min, profesora de obstetricia y ginecología del hospital Yulje.[12][13]
- Lee Chang-hoon como Ryoo Jae-hwi, profesor de obstetricia y ginecología.[14]
- Jung Soon-won como Koo Seung-won, el hermano mayor de Do-won.[15]
- Son Ji-yoon como Gong Ki-sun, profesora de obstetricia y ginecología.[16]
- Lee Hyun-kyoon como Cho Joon-mo, profesor de obstetricia y ginecología.[17]
- Seo Yi-seo como Park Joon-seok, residente de cuarto año de medicina de urgencias.[18][19]
- Jung Woon-sun como Oh Joo-young, la hermana mayor de Yi-young.[20]
- Hong Na-hyun como Cha Da-hye.
- Cha Kang-yoon como Tak Ki-on, un novato que hace sus prácticas en el hospital Yulje.[21]
- Kim Hye-in como Myung Eun-won, becaria de segundo curso en obstetricia y ginecología.[22]

### Apariciones especiales
- Ra Mi-ran como médica, masajista y cajera de banco en los sueños de Oh Yi-young (ep. 1).[23]
- Moon Ji-in como Lee Young-seon, una mujer embarazada que pide la complicidad de Oh Yi-young con una nota sobre su novio (ep. 1).[23]
- Ahn Eun-jin como Choo Min-ha, jefa de residentes de obstetricia y ginecología (ep. 2).[24][25]
- Ha Yoon-kyung como Heo Sun-bin, becaria de neurocirugía en la sede central del Centro Médico Yulje (ep. 3).[26]
- Moon Tae-yoo como Yong Seok-min, profesor de neurocirugía en la sucursal Jongno del Centro Médico Yulje (ep. 3).[26]
- Jung Kyung-ho como Kim Joon-wan, profesor asociado de cirugía torácica (ep. 4).[27]
- Jung Moon-sung como Do Jae-hak, becario de cirugía cardiotorácica en la sede central del Centro Médico Yulje (ep. 4; solo voz).[28]
- Yoo Yeon-seok como Ahn Jung-won, profesor asistente de cirugía pediátrica (ep. 5).[27]
- Bae Hyun-sung como Jang Hong-do, médico residente en la sucursal Jongno del Centro Médico Yulje (ep. 6).[28]
- Kim Jun-han como Ahn Chi-hong, profesor y médico de la sucursal Jongno del Centro Médico Yulje (ep. 7).[29]
- Kwak Sun-young como Lee Ik-sun, la hermana menor de Lee Ik-joon (ep. 7).[30]
- Sung Yoo-bin como Hong Gi-dong, el novio/exnovio de Nam-kyung (ep.7).[31]
- Shin Hyun-bin como Jang Gyeo-ul, médico de cirugía general en la sede central del Centro Médico Yulje (ep. 8).[28]
- Na Young-seok como Jang Young-seok, productor que va al hospital a grabar para su nuevo programa de variedades (ep. 9).[32]
- Shin Won-ho como miembro del equipo de Jang Young-seok, encargado de grabar la vida diaria en el hospital (ep. 9).[32]
- Soobin como uno de los miembros de Hi-Boyz, el grupo al que perteneció Uhm Jae-il antes de hacerse médico (ep. 9).[33]
- Yeonjun como uno de los miembros de Hi-Boyz (ep. 9).[33]
- Jo Jung-suk como Lee Ik-joon, profesor de cirugía general en la sucursal Songdo del Centro Médico Yulje (ep. 10).[29]
- Jeon Mi-do como Chae Song-hwa, profesora de neurocirugía en la sede central del Centro Médico Yulje (ep. 10).[29]
- Kim Dae-myung como Yang Seok-hyung, profesor de obstetricia y ginecología en la sede central del Centro Médico Yulje (ep. 12).[29]
- Kang Shin-il como Im Dong-ju, profesor superior de obstetricia y ginecología en la sede central del Centro Médico Yulje, que celebra su jubilación (ep. 12).

## Producción
Manual para residentes es una serie derivada de la exitosa Pasillos de hospital, que se emitió en el mismo canal tvN en dos temporadas, entre 2020 y 2021. Las primeras noticias sobre su realización se publicaron en mayo de 2023, y referían que el director de esta, Shin Won-ho, había comenzado a trabajar en una secuela, y que incluso había llevado a a cabo ya audiciones secretas para elegir el reparto. También añadían que en esta ocasión no dirigiría el propio Shin, sino que se limitaría a ser el creador.
Shin Won-ho contó con la colaboración de la guionista de Pasillos de hospital Lee Woo-jung en la creación de la serie. El guion es obra de Kim Song-hee, quien participó como guionista asistente de aquella en Reply 1988 y la propia Pasillos de hospital.
El director Shin Won-ho, aquí por primera vez no como tal sino como creador de la serie, comentó sobre la relación con Pasillos de hospital que habían intentado expandir la perspectiva de esta creando «una nueva historia con el mismo color». Para ello la ambientaron en el mismo hospital, pero en una sucursal distinta, y poniendo el foco en una sola especialidad, obstetricia y ginecología. El objetivo era mostrar el crecimiento profesional y personal de los jóvenes residentes recién incorporados a la plantilla.
Algunos medios periodísticos surcoreanos anunciaron el 5 de julio de 2023 que Go Yoon-jung había sido elegida para protagonizar Manual para residentes. La noticia se confirmó en septiembre. También en este mes, el día 20, se confirmó que otra de las protagonistas sería Shin Si-ah. Dos días después se añadió el nombre de Kang Yoo-seok, y el día 25 el de Jung Joon-won. El 28 se dio la lista completa de protagonistas, con Han Ye-ji.
El rodaje concluyó el 31 de mayo de 2024. Ya en esas fechas se había decidido retrasar la emisión, a expensas de lo que sucediera con la huelga nacional de médicos, y se estaba pensando en un nuevo aplazamiento.

### Promoción
El 12 de marzo de 2025 tvN confirmó el estreno de la serie para el 12 de abril y publicó un primer avance y un cartel con los rostros de los cuatro residentes de primer año. El 24 de marzo lanzó un tráiler completo de la serie. El 31 de marzo difundió un vídeo de avance que muestra los primeros pasos en el hospital de los nuevos residentes, así como un cartel con los cinco protagonistas en un momento de descanso.
Dentro de las actividades de promoción de la serie, Go Yoon-jung, Shin SI-ah, Kang Yoo-seok y Han Ye-ji participaron en el programa de variedades web Na Young-seok's Waggle Waggle a mediados de marzo y compartieron algunas circunstancias del rodaje.

## Banda sonora original
| Parte | Fecha de publicación                                                                 | Título                                                                               | Letra                                                                                | Música                                                                               | Artista                                                                              | Dur.                                                                                 | Ref.                                                                                 |
| ----- | ------------------------------------------------------------------------------------ | ------------------------------------------------------------------------------------ | ------------------------------------------------------------------------------------ | ------------------------------------------------------------------------------------ | ------------------------------------------------------------------------------------ | ------------------------------------------------------------------------------------ | ------------------------------------------------------------------------------------ |
| 1     | 12 de abril de 2025                                                                  | «Start!»                                                                             | Oh Dong-joon                                                                         | Oh Dong-joon                                                                         | Lee Know, Seungmin, I.N                                                              | 3:47                                                                                 | [ 41 ]                                                                               |
| 2     | 13 de abril de 2025                                                                  | «Sunny Day»                                                                          | Zozo (Eldorado), Son Ga-eul (Eldorado)                                               | Jang Won (Eldorado), Scarlett Nguyen, Park Ki-wang                                   | An Yu-jin                                                                            | 3:16                                                                                 | [ 42 ]                                                                               |
| 3     | 19 de abril de 2025                                                                  | 그런 날 («Ese tipo de día»)                                                          | Hen, Seo On                                                                          | Hen, Seo On                                                                          | Winter                                                                               | 3:39                                                                                 | [ 43 ]                                                                               |
| 4     | 20 de abril de 2025                                                                  | 아마추어 («Aficionado»)                                                              | Hong Jin-young                                                                       | Hong Jin-young                                                                       | Mido and Falasol                                                                     | 4:04                                                                                 | [ 44 ]                                                                               |
| 5     | 26 de abril de 2025                                                                  | 숨 («Aliento»)                                                                       | Baek Ah                                                                              | Baek Ah                                                                              | Minnie                                                                               | 3:52                                                                                 | [ 45 ]                                                                               |
| 6     | 27 de abril de 2025                                                                  | 영원해 («Para siempre»)                                                              | Jin Dong-wook                                                                        | Jin Dong-wook                                                                        | D.O.                                                                                 | 4:04                                                                                 | [ 46 ]                                                                               |
| 7     | 3 de mayo de 2025                                                                    | 너인데 («Eres tú»)                                                                   | MaO                                                                                  | Dailog, Hen                                                                          | DK                                                                                   | 3:48                                                                                 | [ 47 ]                                                                               |
| 8     | 4 de mayo de 2025                                                                    | 언젠가 눈부시게 빛날 테니 («Algún día brillará intensamente»)                        | Lee Jin-hyung, MaO                                                                   | Lee Jun-hyung                                                                        | Mido and Falasol                                                                     | 4:49                                                                                 | [ 48 ]                                                                               |
| 9     | 11 de mayo de 2025                                                                   | 그날이 오면 («Cuando llegue ese día»)                                                | Galactika                                                                            | Galactika, Ji-hye                                                                    | Tomorrow X Together                                                                  | 3:41                                                                                 |                                                                                      |
| 10    | 17 de mayo de 2025                                                                   | 달리기 («Correr»)                                                                    | Park Changhark                                                                       | Yoon Sang                                                                            | Ko Yoon-jung, Shin Si-ah, Kang You-seok, Han Ye-ji                                   | 3:36                                                                                 |                                                                                      |
| Notas | Las canciones de la banda sonora tienen una versión instrumental de igual duración . | Las canciones de la banda sonora tienen una versión instrumental de igual duración . | Las canciones de la banda sonora tienen una versión instrumental de igual duración . | Las canciones de la banda sonora tienen una versión instrumental de igual duración . | Las canciones de la banda sonora tienen una versión instrumental de igual duración . | Las canciones de la banda sonora tienen una versión instrumental de igual duración . | Las canciones de la banda sonora tienen una versión instrumental de igual duración . |

## Estreno y recepción
Ya mucho antes de su estreno la serie había generado grandes expectativas, como derivada de Pasillos de hospital, una producción que alcanzó un 15 % de audiencia. Su emisión había sido prevista inicialmente en 2024, a continuación de La reina de las lágrimas. Sin embargo, el camino hacia el estreno se complicó debido a las repercusiones de la huelga de médicos que se prolongó por gran parte de 2024 y seguía en 2025. El clima social aconsejó a los programadores del canal retrasar la emisión, para evitar reflejos negativos en la audiencia. No solo tvN, sino todos los demás canales decidieron aplazar las producciones de tema médico. En mayo el canal trasladó el estreno al segundo semestre, y en julio lo suspendió de modo indefinido. Sin embargo, a principios del nuevo año, el éxito de público en Netflix de Héroes de guardia fue una señal de que la opinión pública había cambiado; otra prueba fue el buen desempeño de Hyper Knife en Disney+, que llegó al número uno de la plataforma inmediatamente después de su lanzamiento el 19 de marzo. En diciembre de 2024 volvió a aparecer Manual para residentes, aunque sin fecha de emisión, que se precisaría ya en febrero de 2025.
En abril de 2025 la huelga de médicos no había concluido todavía, y parte de la población, que sufría sus efectos, seguía albergando opiniones contrarias a estos profesionales. Pero la huelga no fue el único obstáculo que se presentaba ante el estreno de Manual para residentes: el canal tvN atravesaba en esos meses un momento negativo a causa del fracaso de las dos series que la precedieron en el horario de sábados y domingos (Si las estrellas hablaran y Amor en el laboratorio), que habían obtenido bajísimos niveles de audiencia, en torno al 1-2 %, pese a la enorme inversión que había representado sobre todo la primera.

### Audiencia
| Temporada | Temporada | Episodio número | Episodio número | Episodio número | Episodio número | Episodio número | Episodio número | Episodio número | Episodio número | Episodio número | Episodio número | Episodio número | Episodio número | Promedio |
| Temporada | Temporada | 1               | 2               | 3               | 4               | 5               | 6               | 7               | 8               | 9               | 10              | 11              | 12              | Promedio |
| --------- | --------- | --------------- | --------------- | --------------- | --------------- | --------------- | --------------- | --------------- | --------------- | --------------- | --------------- | --------------- | --------------- | -------- |
|           | 1         | 1.094           | 1.065           | 1.261           | 1.396           | 1.277           | 1.540           | 1.423           | 1.682           | 1.674           | 2.089           | 1.812           | 2.152           | 1.538    |

| Episodio | Fecha de emisión    | Índices de audiencia (Nielsen Korea) | Índices de audiencia (Nielsen Korea) |
| Episodio | Fecha de emisión    | Nacional                             | Seúl                                 |
| --- | ------------------- | ------------------------------------ | ------------------------------------ |
| 1 | 12 de abril de 2025 | 3,680 % (1.ª)                        | 4,365 % (1.ª)                        |
| 2 | 13 de abril de 2025 | 3,986 % (1.ª)                        | 4,477 % (1.ª)                        |
| 3 | 19 de abril de 2025 | 4,475 % (1.ª)                        | 5,065 % (1.ª)                        |
| 4 | 20 de abril de 2025 | 5,135 % (1.ª)                        | 5,761 % (1.ª)                        |
| 5 | 26 de abril de 2025 | 4,821 % (1.ª)                        | 6,069 % (1.ª)                        |
| 6 | 27 de abril de 2025 | 5,531 % (1.ª)                        | 5,876 % (1.ª)                        |
| 7 | 3 de mayo de 2025   | 5,310 % (1.ª)                        | 5,979 % (1.ª)                        |
| 8 | 4 de mayo de 2025   | 5,972 % (1.ª)                        | 6,389 % (1.ª)                        |
| 9 | 10 de mayo de 2025  | 6,214 % (1.ª)                        | 7,103 % (1.ª)                        |
| 10 | 11 de mayo de 2025  | 7,491 % (1.ª)                        | 8,450 % (1.ª)                        |
| 11 | 17 de mayo de 2025  | 6,627 % (1.ª)                        | 7,620 % (1.ª)                        |
| 12 | 18 de mayo de 2025  | 8,142 % (1.ª)                        | 8,630 % (1.ª)                        |
| Promedio | Promedio            | 5,615 %                              | 6,315 %                              |
| - En la tabla superior, los números azules representan las calificaciones más bajas y los números rojos representan las más altas. - Esta serie se transmite en un canal de cable/televisión de pago, que normalmente tiene una audiencia menor respecto a las emisoras de televisión públicas/gratuitas (KBS, SBS, MBC y EBS). |                     |                                      |                                      |